# Elizabeth David
Elizabeth David (née Elizabeth Gwynne) est une écrivaine britannique, auteure de livres culinaires, née le 26 décembre 1913 et morte le 22 mai 1992.

## Biographie
Elle nait en 1913 dans une famille très aisée, et est la fille d'un député britannique Rupert Gwynne. Elizabeth David se rebelle contre les normes sociales de l'époque. Dans les années 1930, elle étudie l'art à Paris. Hébergée dans une famille parisienne, elle affirme ultérieurement dans un ouvrage publié en 1979, French Provincial Cooking, que l'importance donnée aux plaisirs de la table par ses hôtes a été la partie la plus précieuse de son séjour à Paris : « J'ai réalisé à quel point la famille avait rempli sa tâche d'inculquer la culture française à au moins une de ses protégées britanniques. J'avais oublié les professeurs de la Sorbonne. ... Ce qui était resté, c'était le goût pour un type de nourriture tout à fait différent de tout ce que j'avais connu auparavan ». Elle devient actrice, et puis s'enfuit avec un homme marié, un acteur, Charles Gibson Cowan, avec qui elle navigue dans un petit bateau jusqu'en Italie, où leur bateau est confisqué. Ils atteignent la Grèce, où ils échappent de peu à l'invasion allemande en 1941, mais se réfugient en Égypte, où ils se séparent à l'amiable. Installée au Caire pendant le reste de la Seconde Guerre mondiale, elle travaille pour le gouvernement britannique, dirigeant une bibliothèque. Pendant son séjour, elle se marie, mais elle et son mari se séparent peu après et divorcent ensuite.
En 1945/1946, elle retourne en Angleterre, où le rationnement alimentaire imposé pendant la Seconde Guerre mondiale est encore en vigueur. Désemparée par le contraste entre la mauvaise nourriture servie en Grande-Bretagne et la nourriture simple et excellente à laquelle elle s'était habituée en France, en Grèce et en Égypte, elle commence à écrire des articles de magazine sur la cuisine méditerranéenne. Ils attirent l'attention et en 1950, à l'âge de 36 ans, elle publie A Book of Mediterranean Food. Ses recettes font appel à des ingrédients tels que les aubergines, le basilic, les figues, l'ail, l'huile d'olive et le safran, qui, à l'époque, ne sont guère disponibles en Grande-Bretagne. Des livres sur la cuisine française, italienne et, plus tard, anglaise suivent. Dans les années 1960, elle a une influence majeure sur la cuisine britannique. Elle est profondément hostile à tout ce qui est de seconde zone, à la cuisine trop élaborée et aux substituts bidon des plats et ingrédients classiques. En 1965, elle ouvre un magasin de matériel de cuisine, qui continue à fonctionner sous son nom après qu'elle le quitte en 1973.
La réputation d'Elizabeth David repose sur ses articles dans la presse britannique et ses livres, qui ont été continuellement réimprimés. Entre 1950 et 1984, elle publie une succession de livres. Une journaliste, Jane Grigson, écrivant dans le Times Literary Supplement, suggère ainsi qu'un exemplaire d'un de ses livres, English Bread and Yeast Cookery, publié en 1977, soit offert à chaque couple qui se marie. Après sa mort, son exécuteur littéraire en achève d'autres qu'elle avait prévu et sur lesquels elle a travaillé. Son influence sur la cuisine britannique s'est étendue aux cuisiniers professionnels et domestiques, et aux chefs et restaurateurs des générations suivantes

## Livres
- 1950 : Mediterranean Food, decorated by John Minton.
- 1951 : French Country Cooking, decorated by John Minton.
- 1954 : Italian Food, illustrated by Renato Guttuso.
- 1955 : Summer Cooking, illustrated by Adrian Daintrey.
- 1960 : French Provincial Cooking, illustrated by Juliet Renny.
- 1970 : Spices, Salt and Aromatics in the English Kitchen.
- 1977 : English Bread and Yeast Cookery, with illustrations by Wendy Jones.
- 1984 : An Omelette and a Glass of Wine.

### Publications à titre posthume
- 1994 : Harvest of the Cold Months: the social history of ice and ices.
- 1997 : South Wind Through the Kitchen
- 2000 : Is There a Nutmeg in the House?
- 2003 : Elizabeth David's Christmas
- 2010 : At Elizabeth David's Table: her very best everyday recipes.

### Divers
Julian Barnes a consacré un chapitre de Something to Declare à Elizabeth David.